# یوسف خزدوز تبریزی
یوسف خزدوز تبریزی یا یوسف خزدار تبریزی از مشروطه خواهان اهل تبریز و عضو مرکز غیبی تبریز بود. وی در جریان انقلاب مشروطه به دلیل تخلف در مقررات مرکز غیبی به دستور آن تشکل در ۱۹ شهریور ۱۲۸۶ کشته شد. احمد کسروی درباره وی در کتاب تاریخ مشروطه ایران می نویسد:
 «یوسف خزدوز که از سردستگان مجاهدان بشمار میرفت و خود مرد زبانداری می‌بود و در انجمن و دیگر جاها پیش افتاده سخن می‌گفت. «مرکز غیبی» خودسریهایی ازو سراغ میداشت و این بود دستور کشتنش را داد، و چون روزنامه انجمن این سرگذشت
را با جمله‌های نیکی برشته نوشتن کشیده و چنین پیداست که همان نوشته خود «مرکز غیبی» است: «مشهدی یوسف خزدار که از چندی باید طرف کسوت فداکاری را محض پیشرفت خیالات خود در بر کرده بود نقشه افعال او هر دقیقه با دست مفتشین مخفی در دایره قضاوت فرقه مجاهدین فی سبیل الله مکشوف و هر روز صفر عصیان را در نامه اعمال او می گذاشتند تا اینکه حدود قانونی این سلسله نجیبه بآخر رسیده و خط اعدام بنام وی کشیده شد. مقارن روز چهارشنبه دوم ماه در حینی که مشارالیه از میدان معروف «هفت کچل» عبور می نموده است یک نفر از مجاهدین مانند هیکل غضب راست در مقابل حریف ایستاده و خبردار کرده است: ملتفت باش تیر اجل را که قرعه فنا به نامت کشیده شده و رفتنی هستی... گنه‌کار تا میرود چیزی بگوید یا جنبشی کند گلوله از ضلع چهارم و قلبش گذشته از پشتش بدر میرود و متعاقب آن یک گلوله دیگر خورده جان بجهان‌آفرین تسلیم می‌کند. دیگر یوسف خز دوز نیست...»